# The Witcher 3: Wild Hunt – Hearts of Stone
The Witcher 3: Wild Hunt - Hearts of Stone és la primera expansió del videojoc The Witcher 3: Wild Hunt. El videojoc està basat en la saga literària The Witcher escrita per Andrzej Sapkowski. El seu llançament va ser el 13 d'octubre de 2015 per Microsoft Windows, PlayStation 4 i Xbox One.

## Recepció
Hearts of Stone ha rebut comentaris molt positius.
Meristation li va donar una qualificació de 9/10 ressaltant la qualitat dels gràfics, la jugabilitat i el so. En la seva conclusió, va esmentar que Hearts of Stone és "narrativament brillant. Afegeix uns personatges memorables i en general és un fantàstic aportació a la gran qualitat que ja atresora Wild Hunt".
3D Games li va donar una valoració de 9.0/10 destacant els gràfics, la narrativa, la inclusió de nous personatges, el retorn de Shani i mostrar el costat més humà de Geralt. Va esmentar que "Hearts of Stone ens fa recordar per què The Witcher 3 és una de les obres més importants de l'any."
IGN li va donar una puntuació de 9.5/10 i va esmentar que "Hearts of Stone inclou una nova història absolutament magistral, una trama apassionant i personatges meravellosos en una experiència d'unes poques hores que pot ser gaudida de forma completament independent a la història principal de Wild Hunt."
Gamereactor li va donar una qualificació de 8/10 per la història, els personatges secundaris i el contingut de el joc. Encara que va destacar que les noves zones d'exploració no són massa àmplies i que podria haver-se inclòs més missions secundàries.

### Premis
| Premi                 | Categoria | Resultat |
| --------------------- | --------- | -------- |
| Premis GameSpot 2015  |           |          |
| Millor joc d'expansió | Guanyador |          |